# Джеймс Армстронг
Джеймс Армстронг (1728—1800) служив у Континентальній армії, у 2-му Пенсільванському полку, 3-му Пенсільванському полку.
Відомий тим що брав участь у перших виборах президента США і отримав один голос виборців.

## Історія
Джеймс Армстронг народився в 1728 році в Пенсільванії. Значна частина його раннього життя невідома.  Він брав участь у Війні за незалежність, починаючи з лютого 1776 року, коли став регіональним квартирмейстером 2-го Пенсільванського полку Континентальної армії. 21 травня він став прапорщиком 5-ї роти того ж полку, а 11 листопада отримав звання молодшого лейтенанта. У квітні 1777 року він отримав звання першого лейтенанта 3-го Пенсільванського полку.
Після війни Армстронга прийняли як оригінального члена Товариства Цинциннаті в штаті Пенсільванія.